# Su e zo per i ponti
Su e zo per i ponti («Вверх и вниз по мостам») — традиционный несоревновательный забег, проходящий ежегодно в Венеции в марте или апреле. Он начинается на площади Сан-Марко перед Дворцом дожей. Оттуда маршрут, различный для разных возрастных групп, пролегает по всему городу. На протяжении забега разбросаны места, где можно подкрепиться питьём.
Участники забега следуют типичному для города маршруту, который ведёт их через calli (улицы), campi (площади) и ponti (мосты). Название отражает в себе сам маршрут (su и zo означают соответственно вверх и вниз на венецианском диалекте)
По окончании забега участники получают памятные медали.